# Imkerei in der Schweiz

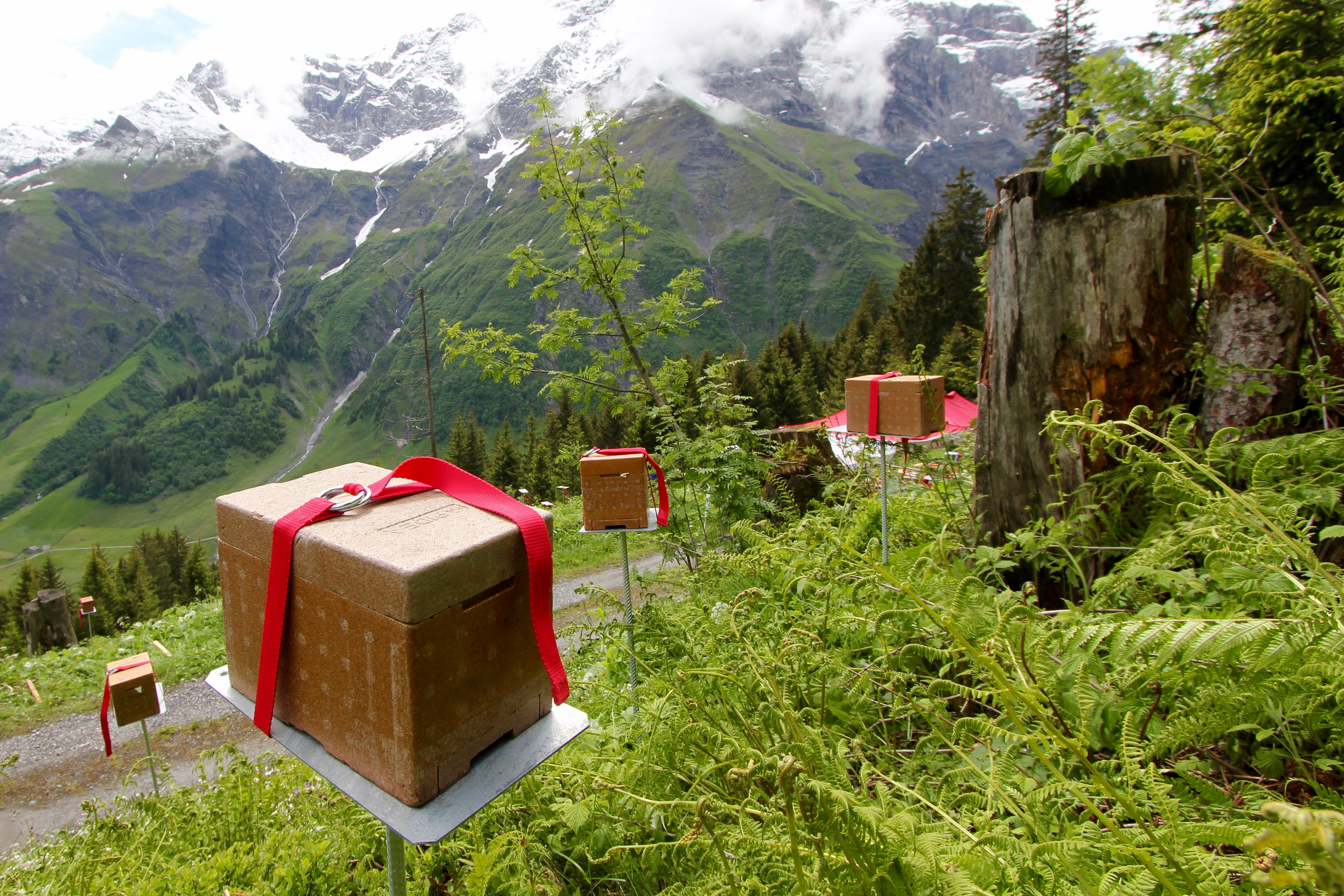
Gebirgs-Belegstelle im Sernftal

Die Imkerei in der Schweiz zählt rund 19'500 Imker mit etwa 195'000 Bienenvölkern, das heisst im Durchschnitt 10 Völker pro Imker. Mit durchschnittlich 4,7 Völkern pro Quadratkilometer gehört die Schweiz weltweit zu den Ländern mit den höchsten Bienendichten. Durch die flächendeckende geografische Verteilung der Bienenstände ist die Bestäubung der Kultur- und Wildpflanzen – im Gegensatz zu anderen Ländern – in der Schweiz gewährleistet.

## Überblick
Es werden zahlreiche Beutensysteme und verschiedene Betriebsweisen verwendet. Zudem sind vier Unterarten der Honigbiene in der Schweiz beheimatet.
Die Kantone Bern, Zürich, Luzern, Aargau, St. Gallen und Wallis zählen in absoluten Zahlen die meisten Imker. Die Imker dieser sechs Kantone repräsentieren zusammen fast 60 Prozent aller Schweizer Imker.
Nur noch in 3'622 aller Landwirtschaftsbetriebe (5,4 Prozent) wird geimkert. Der kantonale Spitzenreiter ist Basel-Stadt, wo 17 Prozent der Landwirtschaftsbetriebe Bienen halten, gefolgt von Baselland (11 Prozent), Luzern (9 Prozent), Thurgau und Bern (je 8 Prozent).

## Unterarten
Die ursprünglich einheimische Honigbiene ist die Dunkle Biene (Apis mellifera mellifera). Diese wurde seit dem Zweiten Weltkrieg durch den Import südlicher Unterarten der Honigbiene in weiten Teilen der Schweiz verdrängt. Ihr Verbreitungsgebiet ist inzwischen so stark reduziert, dass sie als gefährdet gilt. Für die Erhaltung und Zucht der Dunklen Biene engagiert sich der Verein Schweizerischer Mellifera Bienenfreunde (VSMB).
Heute wird auf der Alpennordseite der Schweiz vorwiegend mit der Carnica-Biene und der Buckfastbiene geimkert, im Tessin mit der Ligustica-Biene.
2017 importierten die Imker insgesamt rund 14,5 Tonnen Honigbienen; 2012 waren es noch 5,5 Tonnen.

## Bienendichte
Die durchschnittliche Bienendichte in der Schweiz beträgt 4,7 Völker pro Quadratkilometer. In Europa haben nur Portugal, Ungarn und Griechenland mit 7 bis 10 Völkern pro Quadratkilometer eine höhere Völkerdichte. In aussereuropäischen Ländern wie den USA, Argentinien und China – die gleichzeitig zu den grössten Honigproduzenten der Welt zählen – sind die Völkerdichten mit 0,3 bis 0,7 Völkern weitaus geringer. Im Gegensatz dazu sind die durchschnittlichen Betriebsgrössen deutlich grösser.
Die höchste Bienendichte ist im Kanton Basel-Stadt mit 25,4 Völkern pro Quadratkilometer zu finden, die geringste im Kanton Uri mit 1,1 Völkern. Vor allem die vegetationsarmen und dünn besiedelten Gebirgskantone Uri, Graubünden, Wallis, Tessin und die Zentralschweiz weisen eine geringe Bienendichte auf. Kantone der Westschweiz (Waadt, Neuenburg und Jura) weisen eine unterdurchschnittliche Dichte auf.
Die hohe Bienendichte in der Schweiz könnte sich negativ auf Wildbienen auswirken. Da das Nahrungsangebot beschränkt ist, könnte es zu einem Nahrungsmangel kommen.

## Betriebsgrösse
Die durchschnittliche Betriebsgrösse (Anzahl Völker pro Imker) liegt bei 10 Völkern. Die Unterschiede sind mit 7 Völkern in den Kantonen Basel-Stadt, Appenzell Innerrhoden, Uri und Bern im Vergleich zum Tessin mit 19 Völkern sehr gross.
Der Unterschied bei der Betriebsgrösse zwischen Alpennordseite und Alpensüdseite ist auf das südlichere Klima und Trachtangebot zurückzuführen. Die Verbreitung des Schweizerkastens im Bienenhaus ist auf der Alpennordseite weiter verbreitet als in der Südschweiz. Die Haltung von Bienenvölkern in Schweizerkästen ist im Vergleich zur Magazinimkerei arbeits- und kapitalintensiver, was auf der Alpennordseite zu kleineren Betriebsgrössen führt.

## Beutensysteme

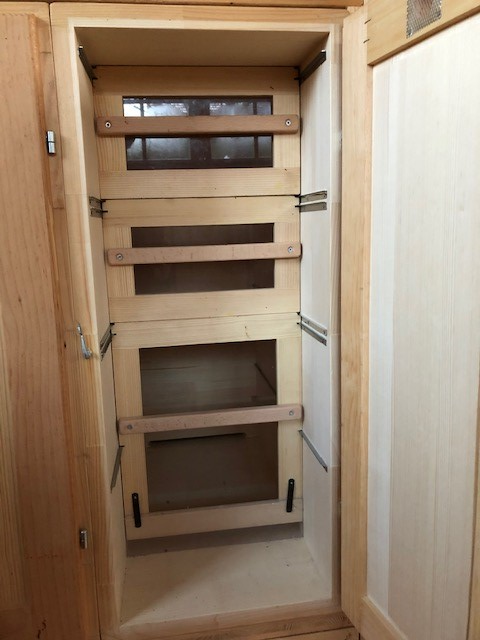
Ansicht in den Schweizerkasten

Je nach Schätzung werden 50 bis 80 Prozent der Bienenvölker in Bienenhäusern mit Schweizerkästen gehalten, einer Hinterbehandlungsbeute im Warmbau. Weitere 30 bis 50 Prozent der Bienenvölker werden in Magazinbeuten gehalten, vor allem in Dadant-Blatt.

## Trachtpflanzen
Die wichtigsten Trachtpflanzen der Schweizer Honigbienen sind Löwenzahn, Obstbäume, Raps, Robinie (Akazie), Kastanien, Linde sowie verschiedene Nadel- und Laubbäume und im Gebirge die Alpenrose.

## Honig

### Ertrag
Entsprechend der Trachtpflanzen wird auf der Alpennordseite vorwiegend Wald-, Raps- und Löwenzahnhonig sowie in den Bergregionen Alpenrosenhonig produziert. Aus dem Tessin kommen der Kastanien-, Lindenblüten- und Akazienhonig.
Die Honigernte ist in der Schweiz mit knapp 11 kg Honig pro Volk im internationalen Vergleich sehr niedrig. In Europa haben nur Österreich und Polen ähnlich geringe Erträge, während Ungarn, Deutschland und Dänemark mit 35 bis 40 kg die höchsten Honigernten aufweisen. Dass der geringe Honigertrag wahrscheinlich auf das lokale Klima der Schweizer Bergtäler zurückzuführen ist, zeigt der Vergleich mit Ungarn, das mit 40 kg pro Volk und 6,5 Völkern pro Quadratkilometer sogar eine noch höhere Bienendichte als die Schweiz hat.

### Bezeichnungen
Gemäss der Schweizer Lebensmittelgesetzgebung kann die Herkunft des Honigs in drei Stufen mit der Trachtbezeichnung deklariert werden, falls dieser überwiegend von bestimmten Blüten, Pflanzen oder aus einer definierten Region stammt:
- «Blütenhonig», «Honigtauhonig» oder «Waldhonig»
- Schon spezifischer ist «Frühlingsblütenhonig», «Bergblütenhonig» oder «Alpenblütenhonig»
- Reine Sortenhonige wie Akazie, Alpenrose, Kastanie, Lindenblüte, Löwenzahn, Raps und Tanne

### Konsumenten-Vorlieben
Zwei Drittel der Schweizer kaufen ihren Honig direkt beim Imker, auf Märkten und in Dorfläden. Nur ein Drittel kauft den Honig im Supermarkt. Von den Schweizer Konsumenten sind 90 Prozent bereit, für den Schweizer Honig einen höheren Preis zu bezahlen.
Für cremig gerührten Honig liegt der Verkaufspreis pro 500 Gramm rund 1 CHF höher, um den Imker für seinen Mehraufwand zu entschädigen.
Gemäss einer Konsumentenumfrage im Frühling 2015 ist in der deutschsprachigen Schweiz der Blütenhonig (mit 65 Prozent Marktanteil) die beliebteste Sorte, gefolgt von Waldhonig (40 Prozent), Akazienhonig und Lindenblütenhonig (je 3 Prozent), Kastanienhonig (2 Prozent) (Mehrfachnennung möglich).
Gemäss derselben Konsumentenumfrage wollen 33 Prozent der deutschsprachigen Schweizer flüssigen Honig, 46 Prozent mögen den Honig cremig, und 13 Prozent lieben kristallisierten Honig.

## Imkerorganisationen

### Sprachregionen
Die Schweizer Imker sind in drei sprachregionalen Bienenzuchtvereinen organisiert und unter dem Dach apisuisse zusammengeschlossen. Rund 90 Prozent der etwa 19'500 Schweizer Imker sind einer oder mehreren dieser Organisationen angeschlossen.
- BienenSchweiz – Imkerverband der deutschen und rätoromanischen Schweiz (vorher: VDRB), seit 1861
- Société d’Apiculture Romande (SAR), seit 1876
- Società Ticinese di Apicoltura (STA), seit 1912

| Verband       | Mitglieder | Nicht-Mitglieder | Gesamt | Anteil      |
| ------------- | ---------- | ---------------- | ------ | ----------- |
| BienenSchweiz | 14'000     | 1'000            | 15'000 | 77 Prozent  |
| SAR           | 3'000      | 800              | 3'800  | 20 Prozent  |
| STA           | 500        | 200              | 700    | 3 Prozent   |
| Total         | 17'500     | 2'000            | 19'500 | 100 Prozent |

Daneben existieren noch verschiedene Vereinigungen, welche die Unterarten vertreten oder spezielle imkerliche Interessen verfolgen.

### Unterarten
- Verein Schweizerischer Mellifera Bienenfreunde (VSMB)
- Schweizerische Carnicaimker-Vereinigung (SCIV)
- Buckfastimkerverband Schweiz (BIVS)

### Weitere Imker-Organisationen
- Arbeitsgruppe naturgemässe Imkerei (AGNI)
- Schweizerischer Apitherapie Verein (SAV)
- Schweizerische Pollenimkervereinigung (SPIV)
- Varroa Hyperthermie Schweiz
- Verein Schweizer Wander-Imker (VSWI)

## Ausbildung und Weiterbildung

### Grundausbildung
Die meisten der 19'000 Schweizer Imker haben den zweijährigen Bienenhalter-Grundkurs absolviert, der 18 Halbtage dauert, verteilt auf zwei Jahre. Im Spitzenjahr 2013 absolvierten alleine in der Deutschschweiz 1'000 Jung-Imker den Grundkurs.

### Weiterbildung
Seit November 2014 können erfahrene Schweizer Imker einen Lehrgang zum Imker mit eidgenössischem Fachausweis absolvieren, der in den Landwirtschaftlichen Bildungs- und Beratungszentren Plantahof GR und Zollikofen BE durchgeführt wird. Jeder Lehrgang zählt 24 Imker aus der ganzen Schweiz, die während drei Jahren 27 Ausbildungstage absolvieren. Geführt wird der Lehrgang von BienenSchweiz im Namen des gesamtschweizerischen Imker-Dachverbandes apisuisse.

## Forschung und Wissenschaft
Das Zentrum für Bienenforschung (ZBF) ist Bestandteil der Agroscope in Liebefeld-Bern und arbeitet im Rahmen der landwirtschaftlichen Forschung des Bundes für die Bedürfnisse der Bienenhaltung und Imkerei. Es erarbeitet aktuelle wissenschaftliche und technische Grundlagen und vermittelt sie der imkerlichen Praxis sowie den weiteren interessierten Kreisen.
Das Institut für Bienengesundheit (IBH) an der Universität Bern wurde 2013 gegründet und betreibt Grundlagen- und angewandte Forschung rund um das Thema Bienengesundheit.

## Sonstiges
2017 wurde die Asiatische Hornisse (Vespa velutina) erstmals in der Schweiz nachgewiesen, welche nun wegen ihrer Verbreitung eine zunehmende Gefahr für Honigbienen darstellt.